# Grzegorz Schetyna
Grzegorz Juliusz Schetyna, né le 18 février 1963 à Opole, est un homme d'État polonais, membre de la Plate-forme civique (PO).
D'abord membre de l'Union pour la liberté, il est élu député en 1997. En 2001, il rejoint la PO, dont il devient secrétaire général jusqu'en 2003, puis à nouveau entre 2004 et 2010.
Le parti arrivant au pouvoir en 2007, il est nommé vice-président du Conseil et ministre de l'Intérieur. Il est contraint à la démission en 2009 et prend alors la présidence du groupe de la Plate-forme civique à la Diète.
Le 8 juillet 2010, il est élu président de la chambre basse et devient immédiatement président de la République par intérim pour un mois, jusqu'à l'investiture de Bronisław Komorowski. Désigné premier vice-président de la PO au mois d'octobre suivant, il est remplacé par Ewa Kopacz à la présidence de la Diète en novembre 2011.
Lors de l'arrivée de Kopacz à la tête du gouvernement, en 2014, il est choisi comme nouveau ministre des Affaires étrangères. De 2016 à 2020, il préside la Plate-forme civique.
Il quitte en 2023 les bancs de la Diète pour rejoindre ceux du Sénat, dont il préside la commission des Affaires étrangères.

## Biographie

### Jeunesse et éducation
Fils de Zbigniew et Danuta Schetyna, Grzegorz Schetyna étudie le droit, puis la philosophie et l'histoire à l'université de Wrocław. Engagé politiquement, il se déclare militant anti-communiste, intègre Solidarność Walcząca, branche la plus dure du mouvement Solidarność, et préside l'association des étudiants indépendants jusqu'en 1990, année d'obtention de son diplôme. 

### Activités politiques

#### L’ascension en Basse-Silésie
En 1989, Grzegorz Schetyna devient membre de la commission nationale de grève (NZS). Sollicité pour former la table ronde, il accuse Lech Wałęsa de mépris envers la NZS et sa légitimité. De 1990 à 1991, il est le directeur du Bureau régional de Wrocław, puis devient vice-staroste du powiat de Wrocław. En parallèle, il cofonde Radio Eska toujours en Basse-Silésie (avec Rafal Dutkiewicz), et devient le président du club de basket du Śląsk Wrocław.

#### Député à la Diète
Il appartient initialement au Congrès libéral-démocrate (KLD), dont il est secrétaire général entre 1992 et 1994, sous la présidence de Donald Tusk. Il rejoint ensuite l'Union pour la liberté (UW). Lors des élections législatives du 21 septembre 1997, il est élu député à la Diète, sur la liste de l'UW dans la circonscription de Wrocław, où il totalise 13 013 votes préférentiels.
Il abandonne l'UW en 2001 au profit de la Plate-forme civique (PO), dont il devient aussitôt secrétaire général, sous l'autorité du président Maciej Płażyński. Il est réélu député dans la circonscription redécoupée de Wrocław au cours des élections du 23 septembre suivant, avec seulement 4 849 suffrages de préférence.
Lorsque Tusk prend la présidence de la PO le 1er juin 2003, il choisit Paweł Piskorski comme nouveau secrétaire général. Cependant, il rappelle Schetyna le 26 juin 2004. Lors des législatives du 25 septembre 2005, il postule dans la circonscription de Legnica, où il engrange 14 978 voix préférentielles.

#### Ministre de l'Intérieur
L'instabilité parlementaire amène cependant à l'organisation des élections législatives anticipées 21 octobre 2007, au cours desquelles il est réélu avec 54 345 votes préférentiels, le meilleur score de sa circonscription.
Le 16 novembre, Grzegorz Schetyna est nommé vice-président du Conseil des ministres et ministre de l'Intérieur et de l'Administration dans le premier gouvernement de coalition du libéral Donald Tusk. Près de deux ans plus tard, le 7 octobre 2009, il est contraint à la démission pour une affaire de trafic d'influence concernant la légalisation des jeux de hasard. Son départ du cabinet est acté six jours plus tard.

#### Président de la Diète
Il prend alors la présidence du groupe parlementaire de la PO le 9 octobre.
Le 8 juillet 2010, il est élu président de la Diète par 277 voix pour 121 contre et 16 abstentions. Cette désignation fait suite à l'élection à la présidence de la République de Bronisław Komorowski, qui occupait cette fonction. Il devient aussitôt président de la République par intérim, jusqu'à l'investiture de Komorowski le 6 août suivant.

#### Président de commission
Il est élu premier vice-président de la PO le 8 octobre 2010 et cède le secrétariat général à Andrzej Wyrobiec. Aux élections législatives du 9 octobre 2011, il remporte un nouveau mandat à la Diète avec 67 670 suffrages de préférence, réalisant de nouveau le meilleur score de la circonscription. Le 8 novembre, la ministre de la Santé Ewa Kopacz lui succède à la présidence de la chambre basse, et lui-même devient président de la commission des Affaires étrangères le 17 novembre.

#### Ministre des Affaires étrangères
Le 14 décembre 2013, il sort du bureau de la PO, Kopacz reprenant ses fonctions de premier vice-président. À la suite de la désignation de Donald Tusk au poste de président du Conseil européen, le bureau de la PO choisit Kopacz pour prendre la direction de l'exécutif, même si Schetyna et Radosław Sikorski lui sont préférés par les électeurs libéraux. À la formation du gouvernement, le 22 septembre 2014, Grzegorz Schetyna est appelé aux fonctions de ministre des Affaires étrangères.
En janvier 2015, il déclare que le camp d'Auschwitz a été libéré par des soldats ukrainiens et non par l'Armée rouge, ce qui déclenche la colère du ministère russe des Affaires étrangères qui affirme qu'il faut cesser de se moquer de l'Histoire et que dans cette hystérie anti-russe, il y a un manque de respect à la mémoire de ceux qui ont donné leur vie pour la libération de l'Europe,.

#### Président de la Plate-forme civique
La PO est finalement défaite aux élections législatives du 25 octobre 2015, scrutin au cours duquel il conserve son siège avec 42 376 voix préférentielles, dans la circonscription de Kielce. Il quitte son ministère le 16 novembre suivant et retrouve alors la présidence de la commission des Affaires étrangères.
Il se lance alors dans la course à la présidence du parti, face à l'ancien ministre de la Défense Tomasz Siemoniak. Le 2 janvier 2016, lors d'une conférence de presse conjointe, Siemoniak annonce se retirer de la course, cinq jours avant la fin du vote. Il explique que « la démocratie [en Pologne] est dans une situation critique » et que cela appelle à une « unité exceptionnelle » du parti. La procédure électorale poursuit cependant son cours, jusqu'à la proclamation officielle des résultats le 24 janvier.
Il est remplacé à la tête du parti par Borys Budka le 26 janvier 2020.